# Storena canalensis
Storena canalensis là một loài nhện trong họ Zodariidae.
Loài này thuộc chi Storena. Storena canalensis được Lucien Berland miêu tả năm 1924.